# Footlambert
Footlambert, auch foot-lambert (Einheitenzeichen fL; indirekt benannt nach Johann Heinrich Lambert), war eine englische Maßeinheit für die Leuchtdichte:
{\displaystyle {\begin{alignedat}{4}1\,\mathrm {ft\,la} &={\frac {1}{\pi }}\cdot \mathrm {\frac {cd}{ft^{2}}} \\&={\frac {1}{\pi }}\cdot \mathrm {\frac {cd}{cm^{2}}} \cdot \mathrm {\left({\frac {cm}{ft}}\right)^{2}} &&\approx 1{,}08\cdot 10^{-3}\,\mathrm {la} \;&&&\approx 3{,}426\cdot 10^{-4}\,\mathrm {\frac {cd}{cm^{2}}} \;&&&&=3{,}426\cdot 10^{-4}\,\mathrm {sb} \end{alignedat}}}
mit
- {\displaystyle \mathrm {cd} } für die Candela
- {\displaystyle \mathrm {ft} } für den Fuß
- {\displaystyle \mathrm {la} } für das Lambert
- {\displaystyle \mathrm {sb} } für das Stilb.

Gemäß der Illumination Engineering Society (IES) gilt sie auch in den USA als veraltet.